# 볼리비아출혈열
볼리비아출혈열(Bolivian hemorrhagic fever, BHF, black typhus or Ordog Fever) 은 바이러스성 출혈열의 일종으로 볼리비아에서 시작된 인수공통감염병이다. 마추포바이러스에 의해 발생한다.
칼 존슨(Karl Johnson) 연구팀에 의해 1963년에 발견된 양쪽성(ambisense) RNA 바이러스로, 아레나바이러스과에 속한다. 사망률은 5~30%이며, 병원성으로 인해 생물 안전도 4급으로 분류된다.
2007년 2~3월에 볼리비아 베니주의 보건관리국(El Servicio Departamental de Salud, SEDES)에 20여 명의 의심환자가 보고되었는데, 그 중 3명은 심각한 상태인 것으로 알려졌다. 2008년 2월에는 SEDES에 최소 200명의 새로운 의심 환자가 보고되었는데, 그 중 12명은 심각한 상태인 것으로 알려졌다. 2011년 11월, 베니주의 주도인 트리니다드 부근에서 두 번째 집단발병 사례가 확인되어 해당 지역에서 마추포 바이러스 감염 정도를 파악하기 위한 혈청학적 조사가 실시되었다. 조사에 참여한 SEDES 전문가는 바이러스가 마모레 지방과 이테네즈 지방 외의 다른 지방으로 확산될 위험이 있다고 밝혔다.

## 역학

### 역사
1962년 산호아킨(San Joaquín)이라는 볼리비아의 한 마을에서 처음 발견되어 "볼리비아" 출혈열이라는 이름이 붙었다. 초기 조사에서는 절지동물 매개체를 찾는데 실패하여 다른 매개체들을 찾다가 마침내 감염된 쥐에 의해 병이 전염된다는 사실을 발견했다. 비록 모기가 주 원인은 아니지만, 말라리아를 예방하기 위해 모기를 박멸하려고 사용한 DDT가 먹이사슬을 통해 고양이 등 다양한 동물에 축적되면서 고양이의 수가 감소하자, 마을의 쥐 개체수가 크게 늘어 유행병으로 발전하게 된 것으로 추정된다.

### 매개체
볼리비아 북부에서 서식하는 큰저녁쥐가 주 매개체다. 감염된 동물은 증상을 보이지 않고, 배설물을 통해 바이러스를 배출하여 사람을 감염시킨다. 사람간 전염의 증거는 존재하지만 매우 드문 경우로 여겨진다.

### 증상
감염 증세는 발열, 권태감, 두통, 근육통으로 시작하여 말라리아와 상당히 유사하다. 신체 상부에 점상출혈이 발생하며 대개 발병 후 7일 이내에 코와 잇몸에서도 출혈이 관찰된다. 환자들 중 1/3이 심한 출혈이나 신경학적 증상을 보인다. 신경학적 증상으로는 떨림, 정신착란, 경련 등이 있다. 사망률은 약 25%이다.

### 예방
1973년과 1994년 사이에 감염사례가 보고되지 않았는데, 큰저녁쥐와 인간 사이의 접촉을 줄이기 위한 조치들이 기여한 것으로 보인다. 치료제나 백신은 없지만, 아르헨티나 출혈열의 병원체인 후닌바이러스를 위해 개발된 백신이 마추포 바이러스에 대한 교차반응성을 보여주었기 때문에, 고위험군에서 효과적인 예방책이 될 수 있다. 일반적으로 한 번 감염되면 면역력이 생기는 것으로 보인다.

## 백신 연구
아르헨티나출혈열과 리프트밸리열에 대한 백신이 효과를 보이는 것으로 여겨지나, 아직 FDA 등의 인정을 받지 못했다. X선 결정학을 통해 부착 당단백질의 구조가 밝혀졌는데, 이것이 백신의 필수적인 성분이 될 가능성이 높다.

## 참고 문헌
- Kilgore PE, Peters CJ, Mills JN,  외. (1995). “Prospects for the control of Bolivian hemorrhagic fever”. 《Emerging Infect. Dis.》 1 (3): 97–100. doi:10.3201/eid0103.950308. PMC 2626873. PMID 8903174.

- Medical Microbiology 2nd Edition Mims et al. Mosby Publishing 1998 p 371